# ヒガシマルインターナショナル
ヒガシマルインターナショナル株式会社は、水産物や惣菜などの輸出入・販売を行う会社で、東京都中央区に所在する。ちなみに兵庫県たつの市に本社を置くヒガシマル醤油、鹿児島県に本社を置く飼料・製麺会社のヒガシマルとは資本・人材を含めて一切の関連を持っていない。

## 沿革
- 1991年8月 - 設立・創業
- 1993年3月 - インドの飼料工場HIGASHIMARU FEEDS(INDIA) LTD.に資本参加
- 1994年7月 - シンガポールにHIC SINGAPORE PTE. LTD.を設立
- 2001年9月 - インドにフリーズドライ工場HIC-ABF SPECIAL FOODS PVT. LTD.を設立
- 同年12月 - ベトナムにホーチミン駐在員事務所を開設
- 2003年4月 - タイにバンコク駐在員事務所を開設
- 2004年4月 - 台湾に東丸國際(股)を有限公司設立
- 同年6月 - タイに食品工場HIC（THAILAND）CO.,LTD.を設立
- 同年12月 - 中国に青島駐在員事務所を開設